# Handball-Bundesliga 1985-1986
L'Handball-Bundesliga 1985-1986 è stata la 37ª edizione del massimo campionato nazionale tedesco di pallamano maschile.

Esso venne organizzato dalla DKB Handball-Bundesliga.

Il torneo fu vinto, per la prima volta nella sua storia, dal TUSEM Essen.

## Formula
Il torneo fu disputato da 14 squadre con la formula del girone unico all'italiana con partite di andata e ritorno; al termine della stagione la prima squadra classificata fu proclamata campione di Germania Ovest mentre le ultime tre furono retrocesse in 2. Bundesliga.

## Squadre partecipanti
- Frisch Auf Göppingen  Neopromossa
- Füchse Berlino
- Minden
- OSC Dortmund  Neopromossa
- Schwabing
- Flensburg-Handewitt
- Lemgo

- TuRU Düsseldorf
- Essen
- Hofweier
- Kiel
- Großwallstadt
- Gummersbach  Campione 1984-1985
- Günzburg  Neopromossa

## Classifica
|                     | Pos. | Squadra              | Pt | G  | V  | N | P  | GF  | GS  | DR   |
| ------------------- | ---- | -------------------- | -- | -- | -- | - | -- | --- | --- | ---- |
| Germania (bandiera) | 1.   | Essen                | 42 | 26 | 19 | 4 | 3  | 543 | 420 | +123 |
|                     | 2.   | Schwabing            | 39 | 26 | 19 | 1 | 6  | 637 | 556 | +81  |
|                     | 3.   | Gummersbach          | 37 | 26 | 17 | 3 | 6  | 590 | 512 | +78  |
|                     | 4.   | Großwallstadt        | 37 | 26 | 17 | 3 | 6  | 592 | 530 | +62  |
|                     | 5.   | Kiel                 | 32 | 26 | 14 | 4 | 8  | 579 | 546 | +33  |
|                     | 6.   | TuRU Düsseldorf      | 29 | 26 | 11 | 7 | 8  | 554 | 523 | +31  |
|                     | 7.   | OSC Dortmund         | 25 | 26 | 10 | 5 | 11 | 493 | 496 | -3   |
|                     | 8.   | Flensburg-Handewitt  | 23 | 26 | 10 | 3 | 13 | 562 | 594 | -32  |
|                     | 9.   | Frisch Auf Göppingen | 21 | 26 | 9  | 3 | 14 | 615 | 656 | -41  |
|                     | 10.  | Lemgo                | 20 | 26 | 8  | 4 | 14 | 511 | 525 | -14  |
|                     | 11.  | Hofweier             | 20 | 26 | 9  | 2 | 15 | 549 | 579 | -30  |
|                     | 12.  | Günzburg             | 19 | 26 | 8  | 3 | 15 | 513 | 555 | -42  |
|                     | 13.  | Minden               | 14 | 26 | 7  | 0 | 19 | 515 | 608 | -93  |
|                     | 14.  | Füchse Berlino       | 6  | 26 | 2  | 2 | 22 | 501 | 654 | -153 |

## Verdetti
- Essen: campione di Germania 1985-1986 (1º titolo) e qualificato in Coppa dei Campioni 1986-1987.
- Schwabing: vincitore della coppa di Germania 1985-1986 (1º titolo) e qualificato alla Coppa delle Coppe 1986-1987.
- Gummersbach: qualificato alla IHF Cup 1986-1987.
- Günzburg,  Minden e  Füchse Berlino: retrocesse in 2. Bundesliga 1986-1987.